# Le Collier de fer
Pour plus de détails, voir Fiche technique et Distribution.
Pour l’article homonyme, voir Showdown.
Le Collier de fer (Showdown) est un film américain réalisé par R. G. Springsteen, sorti en 1963.

## Synopsis
Dans une petite ville frontalière du Mexique, deux cow-boys, Chris et Bert, sont mis aux fers après avoir été impliqués dans une bagarre. Ils arrivent à s'échapper avec d'autres prisonniers, mais se retrouvent alors aux mains de LaValle, un tueur. Lavalle vole 12 000 $ en actions, et envoie Bert les négocier en ville tout en gardant Chris en otage...

## Fiche technique
- Titre original : Showdown
- Titre français : Le Collier de fer
- Réalisation : R. G. Springsteen
- Scénario : Ric Hardman
- Direction artistique : Alexander Golitzen, Alfred Sweeney
- Décors : Oliver Emert
- Costumes : Rosemary Odell
- Photographie : Ellis W. Carter
- Son : Waldon O. Watson (en), Frank H. Wilkinson
- Montage : Jerome Thoms
- Musique : Hans J. Salter
- Production : Gordon Kay (en)
- Société de production : Universal Pictures
- Société de distribution : Universal Pictures
- Pays de production :  États-Unis
- Langue originale : anglais
- Format : noir et blanc — 35 mm — 1,37:1 — son Mono
- Genre : Western
- Durée : 79 minutes
- Dates de sortie :
  - États-Unis: 3 mai 1963
  - France : 21 juin 1963

## Distribution
- Audie Murphy : Chris Foster
- Kathleen Crowley : Estelle
- Charles Drake : Bert Pickett
- Harold J. Stone : LaValle
- Skip Homeier : Caslon
- L.Q. Jones : Foray
- Strother Martin : Charlie Reeder
- Charles Horvath : Hebron
- John McKee : Marshall Beaudine
- Henry Wills : Chaca
- Joe Haworth : un garde
- Kevin Brodie : Buster
- Carol Thurston : la femme d'un homme assassiné